# Форт-Лорамі (Огайо)
Форт-Лорамі (англ. Fort Loramie) — селище (англ. village) в США, в окрузі Шелбі штату Огайо. Населення — 1590 осіб (2020).

## Географія
Форт-Лорамі розташований за координатами 40°20′44″ пн. ш. 84°22′15″ зх. д. / 40.34556° пн. ш. 84.37083° зх. д. (40.345647, -84.370751).  За даними Бюро перепису населення США в 2010 році селище мало площу 2,48 км², з яких 2,48 км² — суходіл та 0,00 км² — водойми.

## Демографія
Згідно з переписом 2010 року, у селищі мешкало 1478 осіб у 530 домогосподарствах у складі 396 родин. Густота населення становила 596 осіб/км².  Було 564 помешкання (227/км²).
Расовий склад населення:
| - 99,7 % — білих - 0,1 % — чорних або афроамериканців - 0,1 % — азіатів |

До двох чи більше рас належало 0,1 %. Частка іспаномовних становила 0,4 % від усіх жителів.
За віковим діапазоном населення розподілялося таким чином: 31,1 % — особи молодші 18 років, 54,3 % — особи у віці 18—64 років, 14,6 % — особи у віці 65 років та старші. Медіана віку мешканця становила 35,0 року. На 100 осіб жіночої статі у селищі припадало 96,0 чоловіків;  на 100 жінок у віці від 18 років та старших — 99,4 чоловіків також старших 18 років.
Середній дохід на одне домашнє господарство  становив 72 685 доларів США (медіана — 65 938), а середній дохід на одну сім'ю — 86 541 долар (медіана — 87 917). Медіана доходів становила 50 781 долар для чоловіків та 40 313 долари для жінок. За межею бідності перебувало 3,6 % осіб, у тому числі 1,3 % дітей у віці до 18 років та 10,6 % осіб у віці 65 років та старших.
Цивільне працевлаштоване населення становило 654 особи. Основні галузі зайнятості: виробництво — 41,7 %, освіта, охорона здоров'я та соціальна допомога — 20,0 %, будівництво — 6,0 %, роздрібна торгівля — 5,8 %.